# Ognes (Aisne)
Ognes és un municipi francès situat al departament de l'Aisne i a la regió dels Alts de França. L'any 2007 tenia 1.126 habitants.

## Demografia

### Població
El 2007 la població de fet d'Ognes era de 1.126 persones. Hi havia 446 famílies de les quals 93 eren unipersonals (35 homes vivint sols i 58 dones vivint soles), 171 parelles sense fills, 159 parelles amb fills i 23 famílies monoparentals amb fills.
La població ha evolucionat segons el següent gràfic:
Habitants censats

### Habitatges
El 2007 hi havia 474 habitatges, 454 eren l'habitatge principal de la família, 2 eren segones residències i 18 estaven desocupats. 461 eren cases i 11 eren apartaments. Dels 454 habitatges principals, 376 estaven ocupats pels seus propietaris, 70 estaven llogats i ocupats pels llogaters i 9 estaven cedits a títol gratuït; 5 tenien una cambra, 17 en tenien dues, 95 en tenien tres, 155 en tenien quatre i 181 en tenien cinc o més. 367 habitatges disposaven pel capbaix d'una plaça de pàrquing. A 194 habitatges hi havia un automòbil i a 209 n'hi havia dos o més.

### Piràmide de població
La piràmide de població per edats i sexe el 2009 era:
| Homes | Edats   | Dones |
| ----- | ------- | ----- |
| 0     | 95 o +  | 2     |
| 1     | 90 a 94 | 4     |
| 4     | 85 a 89 | 12    |
| 6     | 80 a 84 | 9     |
| 20    | 75 a 79 | 18    |
| 26    | 70 a 74 | 40    |
| 31    | 65 a 69 | 29    |
| 36    | 60 a 64 | 27    |
| 36    | 55 a 59 | 42    |
| 55    | 50 a 54 | 50    |
| 40    | 45 a 49 | 35    |
| 35    | 40 a 44 | 30    |
| 49    | 35 a 39 | 41    |
| 37    | 30 a 34 | 47    |
| 27    | 25 a 29 | 22    |
| 25    | 20 a 24 | 20    |
| 31    | 15 a 19 | 40    |
| 38    | 10 a 14 | 48    |
| 26    | 5 a 9   | 35    |
| 26    | 0 a 4   | 20    |

## Economia
El 2007 la població en edat de treballar era de 709 persones, 457 eren actives i 252 eren inactives. De les 457 persones actives 400 estaven ocupades (214 homes i 186 dones) i 55 estaven aturades (30 homes i 25 dones). De les 252 persones inactives 112 estaven jubilades, 56 estaven estudiant i 84 estaven classificades com a «altres inactius».

### Ingressos
El 2009 a Ognes hi havia 451 unitats fiscals que integraven 1.155 persones, la mediana anual d'ingressos fiscals per persona era de 18.615 €.

### Activitats econòmiques
Dels 24 establiments que hi havia el 2007, 1 era d'una empresa alimentària, 1 d'una empresa de fabricació de material elèctric, 8 d'empreses de construcció, 6 d'empreses de comerç i reparació d'automòbils, 2 d'empreses de transport, 2 d'empreses d'hostatgeria i restauració, 1 d'una empresa d'informació i comunicació, 1 d'una empresa financera, 1 d'una empresa immobiliària i 1 d'una entitat de l'administració pública.
Dels 8 establiments de servei als particulars que hi havia el 2009, 1 era un paleta, 1 guixaire pintor, 2 fusteries, 1 lampisteria, 1 empresa de construcció, 1 restaurant i 1 agència immobiliària.
L'únic establiment comercial que hi havia el 2009 era una fleca.
L'any 2000 a Ognes hi havia 5 explotacions agrícoles.

## Equipaments sanitaris i escolars
L'únic equipament sanitari que hi havia el 2009 era una farmàcia.
El 2009 hi havia una escola elemental.

## Poblacions més properes
El següent diagrama mostra les poblacions més properes.